# Sybra cinerascens
Sybra cinerascens är en skalbaggsart som beskrevs av Stefan von Breuning 1940. Sybra cinerascens ingår i släktet Sybra och familjen långhorningar. Inga underarter finns listade i Catalogue of Life.